# Tomas Håkanson
Tomas Håkanson, född 25 maj 1963, bosatt i Stockholm och Norsholm (Norrköpings kommun), är en svensk översättare som översätter från polska och engelska.

## Översättningar (urval)
- Andrzej Stasiuk: Världen bortom Dukla (Dukla) (Norstedt, 2003)
- Orhan Pamuk: Istanbul : minnen av en stad (Istanbul) (Norstedt, 2006)
- Andrzej Sapkowski: Den sista önskningen (Coltso, 2011)
- Tadeusz Różewicz: Recycling : nyare dikter (översatt tillsammans med Irena Grönberg) (Tranan, 2012)
- Andrzej Stasiuk: Östern (Ersatz, 2017)

## Priser och utmärkelser
- 2017 – Hedersomnämnande i samband med Årets översättning för hans översättning från polska av Andrzej Stasiuks Östern.

| ”                                   | För att han med säker hand har skapat en uppslagsrik och elegant avvägd motsvarighet till originalets detaljmättade och förtätade stil. | „ |
| – Juryn för Årets översättning 2017 | |   |